# Chironomus nepeanensis
Chironomus nepeanensis är en tvåvingeart som beskrevs av Frederick Askew Skuse 1889. Chironomus nepeanensis ingår i släktet Chironomus och familjen fjädermyggor. Inga underarter finns listade i Catalogue of Life.